# På äventyr i Afrika
På äventyr i Afrika (engelska: Sammy Going South, omdöpt till A Boy Ten Feet Tall när den släpptes i USA) är en brittisk långfilm från 1963 i regi av Alexander Mackendrick, med Edward G. Robinson, Fergus McClelland, Constance Cummings och Harry H. Corbett i rollerna. Filmen bygger på romanen Sammy Going South av W. H. Canaway.

## Handling
Tioåriga Sammy (Fergus McClelland) bor med sina föräldrar i Port Said i Egypten. Under suezkrisen exploderar en bomb som dödar de båda. Sammy flyr staden i paniken som följer. Han mål är att ta sig till sin enda släkting, hans faster Jane (Zena Walker) som bor på andra sidan kontinenten i Durban i Sydafrika. Det blir en strapatsfylld resa.

## Rollista
| Edward G. Robinson | – Cocky Wainwright      |
| Fergus McClelland  | – Sammy Hartland        |
| Constance Cummings | – Gloria van Imhoff     |
| Harry H. Corbett   | – Lem                   |
| Paul Stassino      | – Spyros Dracandopolous |
| Zia Mohyeddin      | – Syriern               |
| Orlando Martins    | – Abu Lubaba            |
| John Turner        | – Heneker               |
| Zena Walker        | – Aunt Jane             |
| Jack Gwillim       | – District Commissioner |
| Patricia Donahue   | – Kathy Hartland        |
| Jared Allen        | – Bob Hartland          |
| Guy Deghy          | – Läkare                |

## Mottagande
Filmen blev en flopp på biograferna och bidrog till att filmbolaget Bryanston Films gick i konkurs.

## Utmärkelser
- BAFTA[4]
  - Nominerad: Bästa brittiska färgfoto (Erwin Hillier)